# Саратовский край
Сара́товский край — административно-территориальная единица Российской Социалистической Федеративной Советской Республики (РСФСР) Союза ССР, существовавшая с 10 января 1934 года по 5 декабря 1936 года.
Административный центр — город Саратов.

## История
До революций, в Европейской России, на правом берегу Волги, существовала  административная единица Российской империи Саратовская губерния.
21 мая 1928 году при районировании в Советском Союзе территория губернии вошла в состав Нижне-Волжской области, а 11 июня 1928 году она получила название Нижне-Волжский край.
10 января 1934 года Нижне-Волжский край был разделён на Саратовский край и Сталинградский край, в Саратовский край входила Автономная Советская Социалистическая Республика Немцев Поволжья (АССР немцев Поволжья).
Граница между Саратовским и Сталинградским краями была установлена по южным границам Балашовского, Самойловского и Баландинского районов, а также по существующим границам АССР Немцев Поволжья, с оставлением перечисленных выше административно-территориальных единиц в составе Саратовского края.
5 декабря 1936 года Конституцией (Основным Законом) Союза ССР край преобразован в Саратовскую область, из которой была исключена АССР немцев Поволжья.

## Состав
Площадь края, на 1934 год составляла 118 900 км2, а население свыше 2 900 000 человек. 
Постановлением Президиума ВЦИК от 18 января 1935 года, утверждено разделение Саратовского края на 55 районов и АССР Немцев Поволжья на 22 кантона, с 31 декабря 1935 года, в АССР Немцев Поволжья был 21 кантон и город Энгельс.